# Pallacanestro alla XXII Universiade - Torneo maschile
Il Torneo di pallacanestro maschile della XXII Universiade si è svolto a Taegu, Corea del Sud, nel 2003.

## Classifica
| -       | Paese               | Formazione |
| ------- | ------------------- | --- |
| Oro     | Serbia e Montenegro | Serbia e Montenegro universitaria4 Bralović, 5 Ilić, 6 Jorović, 7 Krstović, 8 Majstorović, 9 Mandić, 10 Marinović, 11 Pantić, 12 Plisnić, 13 Popović, 14 Todorović, 15 Vasić, All. Vlade Đurović |
| Argento | Russia              | Russia universitariaAndruščenko, Bykov, Čeremnych, Djačok, Karpov, Nesterov, Ovečkov, Savkov, Soldatov, Vochmjanin, Zamanskij, Zozulin, All. -                                                   |
| Bronzo  | Canada              | Augustin · Bains · Doornekamp · Ferguson · Grant · Massiah · Poirier · Popofski · Radinović · Russell · Scherer · Smart · All.: Kevin Hanson                                                     |